# Стадион Шошто (1967)

Стадион Шошто (1967) (мађ. Sóstói Stadion (1967)) је био вишенаменски стадион у Секешфехервару, у Мађарској, првенствено коришћен за фудбалске утакмице. Стадион је могао да прими 14.300 људи и био је дом Немзети Бајноксаг I клуба Видеотон ФК. Фудбалска арена је отворена 1967. године и поставила је рекордну посећеност 8. маја 1985. године, када се 40.000 навијача окупило да види прву утакмицу финала Купа УЕФА између Видеотона и Реал Мадридa.

## Историја
Изградња стадиона почела је 1963. године, међутим, већ после Другог светског рата на том месту су се већ одржавале утакмице. Било је потребно четири године да се посао заврши, а инаугурациони меч је одржан 30. септембра 1967. године, када је ВТ Вашаш угостио источнонемачку екипу ФК Рот Вајс Ерфурт. Ференц Богнар је био први играч који је постигао гол на новом стадиону, гол је постигнут из слободог ударца са удаљености од 22 метра.
Систем рефлектора је постављен 1978. године, након чега су уследила додатна побољшања четири године касније, што је учинило стадион Шоштои једним од најсавременијих фудбалских стадиона у земљи тог времена.
Арена је била део мађарских понуда за Еуро 2004, Евуро 2008 и Еуро 2012 и стога је прошла кроз значајне промене током 2000-их. Стадион је добио нову главну трибину, унапређен систем контроле приступа и постављене су камере за комплетан видео надзор. Формирани су и нови медији и ВИП секције да би задовољили строге критеријуме УЕФА.
Иако су побољшања успорила, након неуспешних кандидатура за Европско првенство, Стадион Шошто и даље остаје један од најбоље опремљених стадиона у Мађарској. Рефлектори могу да осветле терен са 1.500 лукса, а систем за грејање је инсталиран испод главног терена, чиме је спортски комплекс доступан за домаћине утакмица УЕФА Лиге Европе и УЕФА Лиге шампиона.
Видеотон је свој последњи меч на стадиону Шошто одиграо 12. децембра 2015. године против ФК Пакш у сезони 2015/16. Утакмица је завршена победом Видеотона од 1 : 0. Последњи гол постигао је Кристијан Гереши у 80. минуту.

### Рушење стадиона
Дана 18. децембра 2015. почело је рушење стадиона. Прво су битла уклоњена метална седишта у гостујућем сектору. Касније су била уклоњена пластична седишта у сектору за домаће навијаче, док су у јануару 2016. године демонтирани рефлектори.
Андраш Чер-Палковић, градоначелник Секешфехервара, рекао је да ће већина елемената старог стадиона бити поново коришћена на неком стадиону у Мађарској. Седишта стадиона ће се користити на другим стадионима у Секешфехервару, у округу Фејер укључујући Чавар, Искасентђерђ, Шаркерештур и у иностранству. Трава ће се поново користити на терену Икаруса у Будимпешти, док ће се неки уређаји и предмети намештаја поново користити у другим зградама у Секешфехервару. Чер-Палковић је такође додао да су 800 места (200 ХУФ по седишту) купили навијачи Видеотона који имају сезонске карте. Они који не поседују сезонске карте могу купити места за 1000 ХУФ. Према речима Атиле Месароша, заменика градоначелника, очекује се да ће рушење бити завршено до априла 2016. Према томе, изградња новог стадиона може да почне у мају или јуну 2016. године.

## Значајне утакмице
| Видеотон | 3 : 0         | Кечкемет |
| -------- | ------------- | -------- |
|          | [ (Извештај)] |          |

| Видеотон    | 1 : 0      | Пакш |
| ----------- | ---------- | ---- |
| Гререши 80’ | (Извештај) |      |

## Међународне утакмице
У табели испод су приказане утакмице које је Мађарска репрезентација одиграла на стадиону Шошто. Први голови су голови Мађарске.
| Датум              | Противник           | Резултат | Такмичење                 |
| ------------------ | ------------------- | -------- | ------------------------- |
| 29. мај 1974.      | Југославија         | 4 : 2    | Пријатељска               |
| 23. мај 1983.      | Норвешка            | 0 : 0    | Пријатељска               |
| 9. октобар 1991.   | Белгија             | 0 : 2    | Пријатељска               |
| 15. новембар 2006. | Канада              | 1 : 0    | Пријатељска               |
| 8. септембар 2007. | Босна и Херцеговина | 1 : 0    | Квалификације за ЕП 2008. |
| 17. новембар 2010. | Литванија           | 2 : 0    | Пријатељска               |

## Посета
Од 11. априла 2017.
| Сезона  | Просек |
| ------- | ------ |
| 2010/11 | 4.158  |
| 2011/12 | 4.102  |
| 2012/13 | 3.084  |
| 2013/14 | 3.330  |
| 2014/15 | 3.381  |